# دانشگاه پیس
دانشگاه پیس (انگلیسی: Pace University) دانشگاه خصوصی مستقر در نیویورک، ایالات متحده آمریکا است. از افراد فارغ‌التحصیل از این دانشگاه می‌توان به دوشیزه دنیا ۲۰۱۶ استفانی دل واله از کشور پورتوریکو اشاره کرد.